# Gaperon
El Gaperon és un formatge francès de la regió de l'Alvèrnia amb fines herbes i all. El gaperon es fabrica amb el que queda de la mantega, anomenat en l'occità local gaspe o gape, a partir dels quals es forma el nom. L'afinament es fa a l'aire lliure, a l'interior d'una fusta o d'un motlle. Tradicionalment també es col·locaven a la vora del foc i eren un senyal de riquesa de la casa i de bon dot per a la filla. L'all prové de la plana de Limagne.
Es tracta d'un formatge a base de llet de vaca i pasta fresca, aromatitzat amb all i pebre i un pes mitjà de 250 grams.
El període de degustació òptim és de maig a octubre, després d'un afinament de 3 setmanes, però també és excel·lent de març a desembre. És un formatge olorós, però amb un sabor picant i que roman en boca una bona estona. El gust és fresc i pronunciat, cosa que el fa un formatge agradable a totes les estacions.